# Maurycy Grodzieński

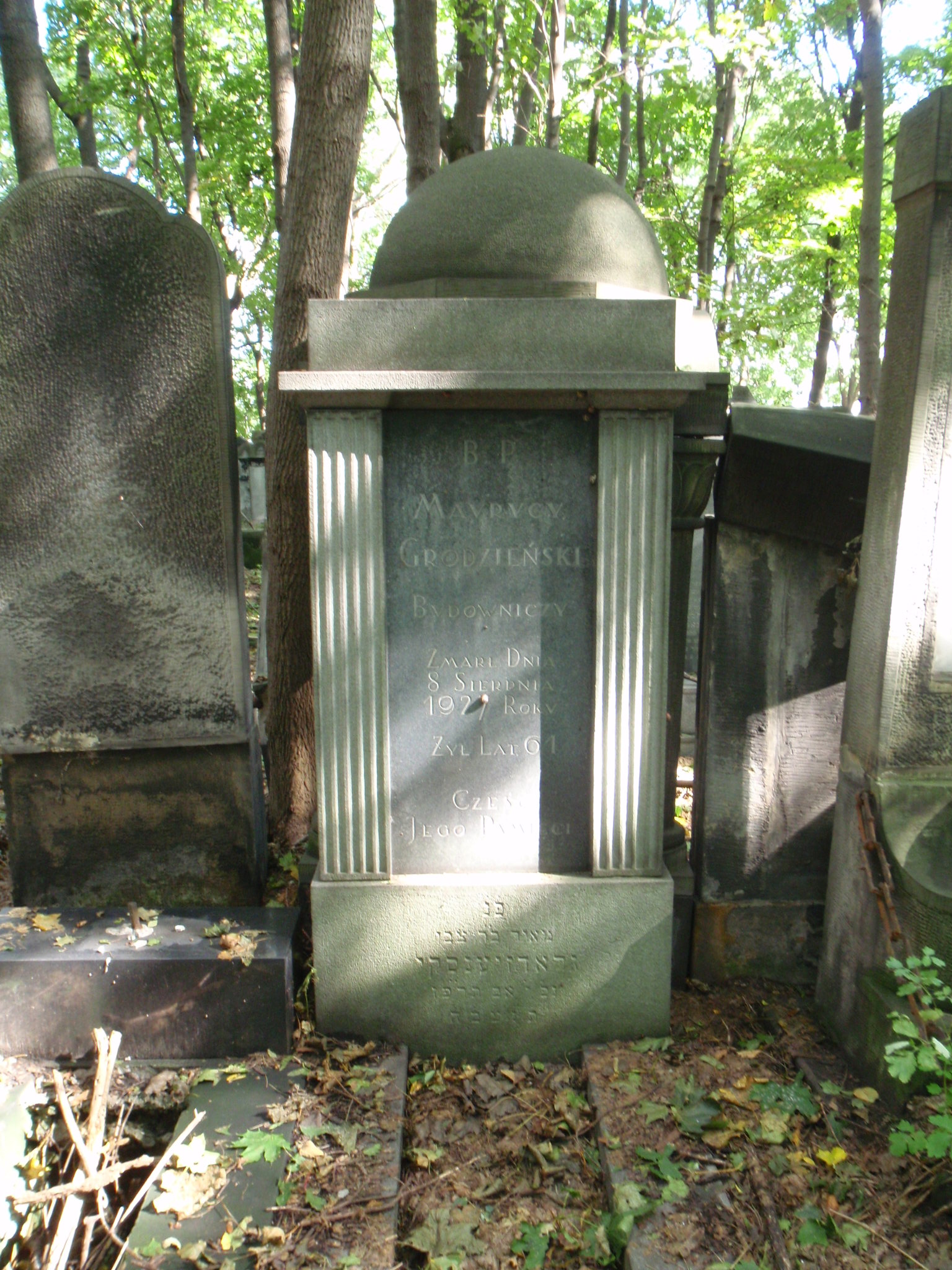
Grób Maurycego Grodzieńskiego na cmentarzu żydowskim przy ulicy Okopowej w Warszawie

Maurycy Grodzieński (ur. 17 maja 1866, zm. 8 sierpnia 1927 w Warszawie) – polski architekt i budowniczy żydowskiego pochodzenia.

## Życiorys
Działał w Warszawie. Studiował i następnie pracował w Warszawskiej Szkole Sztuk Pięknych. Był także dyrektorem Szkoły Rzemiosł. 
W latach 1890–1896 współpracował w Łodzi z Adolfem Zeligsonem. Zaprojektował fabrykę Wellera i gmach Banku Dyskontowego, był autorem przebudowy kawiarni artystycznej Mała Ziemiańska oraz dobudowy chóru do synagogi im. Małżonków Nożyków, wraz z Henrykiem Stifelmanem zaprojektował Dom Opieki dla Opuszczonych Dzieci Żydowskich (współcześnie siedziba Instytutu Gruźlicy i Chorób Płuc w Warszawie). Zbudował także Zakład Dietetyczno-Przyrodoleczniczy dr. Gustawa Krukowskiego i dr. Adama Wizla w Otwocku (obecnie Zespół Szkół nr 1).
Miał syna Władysława (1898–194?), architekta, współprojektanta wieżowca Prudentialu.
Pochowany na cmentarzu żydowskim przy ulicy Okopowej w Warszawie (kwatera 12, rząd 17).